# ديفوسية صفراء مبيضة
ديفوسية صفراء مبيضة (الاسم العلمي: Devosia albogilva) هي نوع من البكتيريا، سلبية الغرام، تتبع جنس الديفوسية. وهي بكتيريا عصوية هوائية لا تُكون الأبواغ، وتمتلك سوطًا منفردًا في جهةٍ واحدة (قطبِ واحد)، وكانت قد عُزلت من موقع تفريغ الجامكسان في الهند.